# РАФ-2203
РАФ-2203 «Латвия» (латыш. RAF-2203 Latvija) — советские типы микроавтобусов и специальные малотоннажные автомобили на их базе, серийно выпускавшиеся на Рижской автобусной фабрике с 1975 по 1997 год. Автомобили данной модели широко использовались в качестве служебного транспорта, автомобилей скорой медицинской помощи и маршрутного такси вплоть до 2000-х годов. Впоследствии в России, Беларуси, Украине, Казахстане и других республиках бывшего СССР были вытеснены автомобилями семейства ГАЗ-3221 и ГАЗ-2705 «Газель», а также подержанными и новыми микроавтобусами импортного производства.

## История
Создание нового советского микроавтобуса взамен модели РАФ-977 началось в 1963 году, когда руководство страны провозгласило приоритет химической промышленности. Кузов новой машины, получившей обозначение РАФ-982, решили выполнить из армированного стекловолокна. Однако уже год спустя в СССР были свёрнуты работы по изучению неметаллических материалов, и Рижская автобусная фабрика приостановила данный проект, вернувшись к использованию традиционных материалов при создании кузова. Тем более, что опытный образец микроавтобуса по возвращении с демонстрации в Москве попал в серьёзную аварию, в которой пострадали люди. Это послужило дополнительным толчком к прекращению на заводе экспериментов со стеклопластиковыми кузовами.
В дальнейшем разработку нового перспективного автомобиля вели в режиме конкурса две независимые группы инженеров: одна — под руководством А. Миезиса, вторую возглавил А. Бергс. Проектируемые микроавтобусы должны были удовлетворять двум основным требованиям: им следовало базироваться на агрегатах легкового автомобиля ГАЗ-21 «Волга» и быть двенадцатиместными.
Первым появился прототип группы Миезиса, получивший условное обозначение РАФ-982-I. Микроавтобус полностью соответствовал техническому заданию. Более того, за счёт применения полукапотной компоновки конструкторы улучшили доступ к двигателю, повысили безопасность на передних местах и практически устранили серьёзную проблему предыдущей модели — неравномерную развесовку по осям. Но одновременно с этим машина имела два ярко выраженных недостатка: консервативный внешний вид и слишком высокую снаряжённую массу.
Перспективная модель РАФ-982-II группы Бергса появилась значительно позже — в 1968 году. Она использовала традиционную вагонную компоновку и обладала красивым футуристичным кузовом, нарисованным членом Союза художников СССР Артуром Эйсертом. Однако, вопреки техническому заданию, микроавтобус был 11-местным, а проблема плохой развесовки по осям не только не исчезла, но и усугубилась. Кроме того, инженерами не был решён вопрос безопасности водителя и переднего пассажира.
В том же году оба автомобиля были отправлены в Москву для прохождения межведомственной комиссии в Министерстве автомобильной промышленности СССР. В итоге комиссия, в которую входили и работники медицины, сочла более удачным для серийного производства прототип РАФ-982-I. С 1960-х годов Рижская автобусная фабрика стала основным предприятием в СССР, поставляющим стране автомобили скорой медицинской помощи, поэтому новая модель заведомо должна была соответствовать требованиям медиков. Однако генеральный директор РАФа Илья Поздняк не был доволен этим решением. Он считал авангардный прототип группы А. Бергса более перспективной моделью, которая могла бы сподвигнуть Министерство принять решение о строительстве нового автозавода. Поэтому в 1971 году новые прототипы, в которых конструкторы постарались исправить свои прежние ошибки, были вновь представлены в Москве, где комиссия приняла окончательное решение о запуске в серию автомобиля РАФ-982-II. Производственных мощностей завода в Риге было недостаточно для обеспечения огромной страны новыми микроавтобусами, поэтому 25 июля 1969 года в городе Елгаве началось строительство нового автозавода, оснащённого самым современным на тот момент оборудованием и рассчитанного на производство 25 000 автомобилей в год. После вступления в строй он должен был приступить к серийному выпуску перспективной модели микроавтобуса. Доводка прототипа РАФ-982-II проходила одновременно со строительством завода и в конечном счёте привела к появлению модели РАФ-2203, значительно отличавшейся от конкурсных машин как внешне, так и с технической точки зрения. Главными отличиями стали полностью переработанный кузов и основные агрегаты от более современной «Волги» ГАЗ-24. В итоге новая модель стала заметно безопаснее и комфортабельнее предшественника РАФ-977: изменились пропорции кузова, снизился центр тяжести, что вкупе с удачным выбором элементов подвески сделало машину более устойчивой и манёвренной, хотя проблемы с развесовкой по осям сохранились в полной мере.
Первые опытные экземпляры микроавтобуса РАФ-2203 и автомобиля скорой помощи на его базе, построенные в 1971—1972 годах, отличались угловатыми передними крыльями, стеклоочистителями автобусного типа, хромированными зеркалами оригинальной формы и задними фонарями от автомобиля «Москвич-412». В 1973—1974 годах было построено ещё два пассажирских автомобиля, которые приобрели более привычный внешний вид, хотя одновременно их отличало множество особенностей, не присущих серийным автомобилям: «клыки» на переднем бампере, рельефные надписи «Latvija» на боковинах кузова, хромированные зеркала заднего вида, оригинальные скруглённые задние огни с фонарями заднего хода вместо отдельных габаритов в общих рядах огней, а также несколько иное расположение основных агрегатов под внутренним капотом. Построенный несколько ранее синий микроавтобус с белой полосой, экспонировавшийся на всесоюзной выставке «Автопром — 50 лет», имел также оригинальную хромированную решётку радиатора и окантовку фар в цвет кузова. Такие же особенности отличали и первые образцы маршрутного РАФ-22032 и милицейского РАФ-22033, построенные в 1973 году. В период доводки и предсерийного освоения новой модели специалистами было разработано целое семейство перспективных модификаций микроавтобуса. Практически все автомобили успешно прошли опытную эксплуатацию, но в массовое производство запущены не были: даже совершенно новый завод не был способен его наладить в связи с огромным спросом на базовые микроавтобусы и кареты скорой помощи.
Первая партия серийных микроавтобусов РАФ-2203, приуроченная к открытию XXV съезда КПСС, выехала со сборочной линии нового автозавода в декабре 1975 года, а с февраля следующего года началось постепенное освоение массового производства. В начале 1977 года на конвейер официально встала и основная модификация — машина скорой медицинской помощи РАФ-22031 «Латвия». Автомобили данного выпуска отличались форточками окон передних дверей, круглыми зеркалами заднего вида, стояночными огнями на крыше (у пассажирской модели) и задних стойках кузова, «круглым» передним бампером без «клыков», расположенным над указателями поворотов, двумя небольшими угловыми бамперами в кормовой части, отсутствием фонарей заднего хода в общих рядах огней. Фонарь заднего хода у микроавтобусов РАФ-2203 располагался под козырьком подсветки заднего номера. и хромированными колёсными колпаками от «Волги» ГАЗ-21. До окончания 1976 года серийные машины комплектовались оригинальной высокой панелью приборов с круглыми циферблатами, а в 1977 году обзавелись «низкой» панелью с комбинацией приборов от автомобиля ГАЗ-24. В это же время было решено отказаться от вентиляционного отверстия под средним окном по левому борту.
Признаками ранних машин также являются подфарники от ГАЗ-24 и эмблема завода на задней двери. На рубеже 1978—1979 годов вместо оптики от «Волги» стали устанавливать единые автобусные повторители поворотов, а с задней двери исчезла заводская эмблема. В таком виде микроавтобусы выпускались почти 10 лет практически без изменений в конструкции.
В 1979 году продукции завода РАФ был присвоен государственный Знак качества, однако непосредственно качество выпускаемых автомобилей постепенно падало с каждым годом, и на завод всё чаще стали поступать рекламации и жалобы, в том числе от врачей, работавших в скорой медицинской помощи. В феврале 1986 года госприёмка вернула на завод порядка 13 % новых микроавтобусов для устранения многочисленных обнаруженных дефектов. В том же году развернулась публичная дискуссия, связанная с моральным устареванием и неуклонным снижением качества продукции елгавского автозавода. Конфликт показал, что для улучшения создавшейся ситуации заводу необходимы не только новые модели микроавтобусов, но и другой директор, которым в ходе проведённых выборов стал Виктор Боссерт. Одновременно руководство страны выделило из бюджета значительные средства для технического перевооружения Рижской автобусной фабрики.

### РАФ-2203-01
Для этого планировалось приступить к выпуску глубоко модернизированного микроавтобуса РАФ-22038, первый опытный образец которого появился в начале 1980-х. Данная модель сочетала в себе большое количество технических нововведений. Наиболее значительными стали усиленный кузов с люком в крыше и форточками боковых задних окон, обновлённый салон, а также разработанная в НАМИ новая конструкция передней подвески типа «качающаяся свеча» с дисковыми тормозами и иным рулевым управлением.
Однако мощностей фабрики оказалось недостаточно для одновременного внедрения в массовое производство всех задуманных новшеств, поэтому в 1987 году началось производство переходной модели. Она обзавелась модернизированным двигателем ЗМЗ-402.10, бамперами из алюминиевого профиля, бесфорточными передними дверьми с новыми прямоугольными зеркалами, а также автобусными фонарями заднего хода в общих рядах огней. Исчезли стояночные огни на крыше и задних стойках. Чуть позже задняя дверь стала подвешиваться на наружные петли с пневматическими упорами вместо внутренних торсионов, крыша получила подштамповку для установки люка (люки устанавливались в цехе малых серий по заказу), а колпаки колёс от «Волги» ГАЗ-21 были заменены оригинальными декоративными «звёздами» из чёрного пластика. Кроме того, кузов автомобилей был усилен неполной перегородкой, находящейся за передними сиденьями. Базовые микроавтобусы данного выпуска получили обозначение РАФ-2203-01, а серийно производимые модификации приобрели аналогичную приставку «01» в своих индексах.
Автомобили переходной модели РАФ-2203-01 производились вплоть до середины 1994 года, когда завод завершил очередной этап модернизации своей продукции: микроавтобусы обзавелись улучшенной тормозной системой с одним вакуумным усилителем вместо двух гидровакуумных, более совершенным карбюратором, новой системой вентиляции и отопления, а позднее — ремнями безопасности инерционного типа, более эффективным воздушным фильтром, улучшенной за счёт нового пластикового капота двигателя шумоизоляцией рабочего места водителя и сферическими зеркалами заднего вида.
Однако серийные машины так и не получили индекс РАФ-22038, а стали обозначаться как РАФ-22038-02. Другими словами, конструкция автомобилей оставалась в переходном состоянии, из которого так и не вышла до окончания производства. В частности, так и не была освоена в серийном производстве новая передняя подвеска, а кузов фактически продолжал соответствовать модели РАФ-2203.
В середине 1990-х годов традиционные ручки дверей от «Москвича-408» у микроавтобусов РАФ стали постепенно заменяться более удобными матово-чёрными. Самые поздние автомобили обзавелись более современными цельнопластиковыми бамперами и новыми боковыми панелями салона.
В 1997 году производство на заводе микроавтобусов РАФ было полностью остановлено в связи с потерей основного рынка сбыта в странах СНГ, где появился более современный конкурент автомобилей РАФ — микроавтобус «Газель» Горьковского автозавода. Год спустя Рижская автобусная фабрика прекратила своё существование.

### Автомобили Олимпиады-80
Микроавтобусы РАФ-2203 «Латвия» стали официальным транспортом Игр XXII Олимпиады 1980 года. Как только новые автомобили были освоены в серийном производстве, Рижская автобусная фабрика получила объёмный заказ на создание специальных «олимпийских» модификаций. В итоге с лета 1979 по январь 1980 года в рижском цехе малых серий была изготовлена крупная партия автомобилей РАФ восьми различных моделей.
Самыми многочисленными из них стали цельнометаллические пикапы РАФ-2909 с двойной кабиной и грузовой платформой с доступом через внутреннюю двустворчатую дверь, предназначенные для технической поддержки велогонок. В кузове располагались запчасти и инструменты для ремонта, а на специальных кронштейнах в задней части машины могло перевозиться до четырёх запасных велосипедов. Таких автомобилей было выпущено 90 штук. Ещё два экземпляра были опытными, причём самый первый обладал однорядной двухместной кабиной.
Вторыми по распространённости на Олимпиаде стали микроавтобусы РАФ-2203, предназначенные для перевозки прицепов с парусными или гребными судами. От серийных машин они отличались доработанной системой охлаждения двигателя и усиленным сцеплением, а также интегрированным в конструкцию кузова буксирным устройством, электровыводами на прицеп и знаком автопоезда. Заводом было выпущено 55 таких автомобилей, а различные «лодочные» прицепы моделей 8913, 8914 и 8915 были разработаны и изготовлены промышленной партией в ГКБ по прицепам в городе Балашов.
Медицинское освидетельствование спортсменов и контроль их подготовки к соревнованиям осуществляли специальные передвижные лаборатории РАФ-2913, в салоне которых находились два места для медработников и комплект различного оборудования: от тестирующей медицинской аппаратуры до мини-телевизора с видеомагнитофоном.
Также фабрика изготовила 15 автомобилей РАФ-2908 для работников Оргкомитета и представителей международных спортивных федераций. Машины оснащались комфортабельным пятиместным салоном с двумя столами, пишущей машинкой «Эврика», радиостанцией «Алтай», цветным телевизором и холодильником ХАТЭ-12. Внешне они отличались специальной окраской и надписями «Оргкомитет».
Оперативное судейство на дистанциях марафонского забега и спортивной ходьбы обеспечивали шесть электрических РАФ-2910. В салоне автомобилей располагались два стола с вращающимися сиденьями, на одном из которых находились магнитофон и секундомеры. Особенностью данной модели стала левая пассажирская дверь, установленная для удобства работы судей. Судейские машины на электрической тяге развивали скорость до 30 км/ч, с которой могли проехать около 100 км. Когда заряд батарей заканчивался, производилась их замена через специальный люк в задней части машины. Позднее, после проведения Олимпиады, силами ашхабадского ВНИИТ два электромобиля РАФ-2910 были в опытном порядке оборудованы большими солнечными батареями.
Непосредственное проведение спортивных состязаний обеспечивали судейские микроавтобусы РАФ-2911, главной особенностью которых стали задние раздвижные двустворчатые двери. Кроме того, на крышу данных машин могло устанавливаться поворотное электронное табло, наглядно демонстрирующее результаты соревнований. Пульт управления табло находился на главном рабочем столе в салоне машины. Под крышкой стола монтировался блок автоматики и два ящика с аккумуляторами для питания информационной аппаратуры во время стоянки автомобиля.
Для перевозки спортсменов и гостей столицы по Олимпийской Деревне Москвы были разработаны седельные тягачи РАФ-3407, предназначенные для буксировки пассажирских вагончиков: промежуточного РАФ-9225 и замыкающего РАФ-9226. Все секции автопоезда соединялись между собой опорно-сцепным устройством. В каждом полуприцепе устанавливалось по пять рядов жёстких пластмассовых четырёхместных сидений, причём первый ряд располагался против движения. Автопоезда оборудовались громкоговорителем для объявления остановок, а пассажир с любого ряда сидений мог подать сигнал водителю и выйти в любом удобном ему месте.
Но наиболее важной моделью завода, изготовленной для «Олимпиады-80», стал микроавтобус РАФ-2907, предназначенный для сопровождения и обеспечения сохранности олимпийского огня на пути из Греции в Москву. Так как этим машинам приходилось постоянно двигаться со скоростью бегуна, систему охлаждения пришлось доработать: были установлены радиаторы увеличенного объёма и дополнительные электрические вентиляторы системы охлаждения двигателя. В задней части микроавтобусов располагался изолированный отсек для хранения шести олимпийских факелов: три лампы горели постоянно, ещё три находились в резерве. Доступ к факелам осуществлялся как из салона, так и через заднюю дверь. В факельном отсеке помимо газовых баллонов, питающих запасной огонь, имелись средства пожаротушения и принудительная вентиляция. В хорошо оборудованном салоне микроавтобуса со всеми удобствами работали два водителя и наблюдатель за огнём. В их распоряжении были два небольших дивана, стол с поворотным креслом, небольшой гардероб, холодильник и кондиционер.
Всего Рижской автобусной фабрикой было изготовлено 235 специальных автомобилей для проведения спортивных состязаний; кроме того, соревнования обслуживали многочисленные пассажирские микроавтобусы РАФ-2203, часть из которых отличалась специальной бело-синей окраской с символикой Олимпийских игр на бортах и капотах, а также машины скорой медицинской помощи РАФ-22031. Общее число микроавтобусов, построенных для Олимпиады, составило более 700.

### Скорая медицинская помощь
В СССР машины скорой медицинской помощи на базе микроавтобусов РАФ несли службу повсеместно и практически безальтернативно. Именно поэтому наиболее востребованной и массовой модификацией микроавтобуса РАФ-2203 «Латвия» стала медицинская. Первые опытные кареты скорой помощи появились одновременно с базовыми автомобилями в 1971—1972 годах и уже тогда получили своё отдельное обозначение РАФ-22031. В дальнейшем они производились параллельно с базовой моделью, лишь немного уступая последней в числе выпущенных экземпляров.
Кабина традиционно отделялась от салона перегородкой со сдвижным стеклом. Для перевозки больного в салоне находились съёмные нескладные носилки, установленные на специальное погрузочное устройство, которое позволяло легко выкатывать их через задний дверной проём. Благодаря входящим в комплект дополнительным складным носилкам, при необходимости крепящимся к подвесным элементам потолка, РАФ скорой помощи мог одновременно перевозить двух больных в лежачем положении. У изголовья носилок находилось вращающееся кресло врача. По левому борту располагались шкафчики с медицинским оборудованием, а по правому — два складных сиденья, пространство за которыми предназначалось для хранения запасного колеса и инструмента. В комплектацию линейных автомобилей скорой помощи обязательно входили аппарат ингаляционного наркоза АН-8, аппарат для искусственной вентиляции лёгких «Кокчетав-1» или АДР-2, кислородный ингалятор КИ-3М, сфигмоманометр, ящик с набором для медицинской помощи, иммобилизационные шины и складывающийся подкладной щит. Кроме того, потребителю предлагалось дооборудовать машины одним или двумя рекомендованными комплектами оборудования, позволявшими расширить диапазон оказываемой помощи. В дополнительный комплект I входили дефибриллятор ДН-03, хирургический электроотсасыватель ЭОХП, электрокардиостимулятор ЭКСН-1, аппарат искусственной вентиляции лёгких «Лада», электрокардиоскоп ПЭКС-01, электрокардиограф ЭКГ-Н «Салют» и три 10-литровых баллона с закисью азота. Второй дополнительный комплект включал в себя монитор скорой помощи МСП-01, реокардиографический блок РК-01, дефибриллятор ДКИ-Н-01, электрокардиостимулятор ЭКСН-2, эхоэнцефалоскоп ЭЭС-12 и специальные крепёжные элементы. Для оборудования машины рекомендованным комплектом оборудования II было необходимо устанавливать в салоне штепсельные розетки для электропитания некоторых приборов от бортовой сети. Автомобили, поставляемые учреждениям Министерства здравоохранения, также комплектовались двухтональной сиреной и радиостанцией 1Р21 В-3 «Лен».
Внешне автомобили скорой медицинской помощи РАФ также отличал ряд особенностей: бело-красная расцветка кузова, матовые боковые окна салона (на одном из сдвижных стёкол изображался красный крест в тонком обрамлении), прозрачное стекло задней двери, трафаретные надписи «Скорая медицинская помощь» по бортам, два подсвечиваемых опознавательных фонаря с изображениями красного креста, между ними — вращающаяся фара-искатель для поиска нужного адреса в тёмное время суток, синий проблесковый маячок на крышке оборудования радиостанции, воздухозаборник на крыше, а также прожектор слева от задней двери для облегчения погрузки больного в условиях плохой видимости.
С конвейера завода также сошло некоторое количество автомобилей РАФ-22031 в особой комплектации специально для 4-го Главного Управления при Министерстве Здравоохранения СССР. Кроме набора внутреннего оборудования, эти машины отличались и нестандартной окраской: красная горизонтальная полоса по всему периметру, отдельно окрашенные «юбки» кузова и отсутствие каких-либо надписей на бортах. Сотрудники ГАИ имели отдельный запрет на остановку таких медицинских машин.
Помимо основной модификации микроавтобуса, предназначенной для работы на станциях скорой помощи, фабрика с 1978 года мелкими партиями выпускала автомобили централизованной перевозки крови (АЦПК) РАФ-22035. Визуально эти машины почти не отличались от линейных карет скорой помощи. Их выделяло лишь отсутствие некоторых типичных элементов: надписей «Скорая медицинская помощь», проблескового маячка, воздухозаборника и прожекторов. Автомобиль был двухместным, так как весь салон занимали стеллажи с термоизоляционными контейнерами ТКМ-3,5 и ТКМ-7, обеспечивающими возможность одновременной перевозки до 87 литров физиологических жидкостей. Несмотря на то, что данные автомобили пользовались ограниченным спросом, завод выпускал их продолжительное время, вплоть до начала 1990-х, о чём говорит упоминание в руководствах по эксплуатации микроавтобусов такой модификации, как РАФ-22035-01.
В 1980-х годах финская фирма «Tamro» небольшими партиями производила реанимационные автомобили на базе микроавтобусов РАФ-2203. Оборудованные в Финляндии машины не получали отдельного индекса и обозначались лишь по названиям двух производителей — ТАМРО-РАФ. Название специальных медицинских автомобилей финского производства на письме имело либо полностью русифицированную, либо полностью написанную латинскими буквами форму. Они имели яркую жёлтую окраску с люминесцирующими оранжевыми полосами, высокую стеклопластиковую крышу, позволявшую медикам работать во весь рост, полный комплект качественного и грамотно расположенного медицинского оборудования, а также самое современное оснащение. Реанимобили ТАМРО-РАФ были сосредоточены, как правило, в крупных городах Советского Союза, однако встречались и в других странах, например, в Чехословакии и в самой Финляндии. Шасси реанимобилей ТАМРО-РАФ довольно быстро приходило в негодность. В таких случаях всё ценное оснащение со списываемого автомобиля устанавливалось на новый микроавтобус — таким образом значительно продлевался срок службы качественного и дорогого оборудования. Кроме того, в середине 1980-х фирма поставила в СССР партию патологоанатомических автомобилей, которые работали наряду с машинами скорой помощи РАФ-22031. Как правило, они имели кузов-фургон со стандартной (низкой) крышей, окрашенный в те же цвета, что и реанимобили (отличие схемы окраски заключалось в двух вертикальных полосах, непрерывно тянущихся от капота к задней двери). В теплоизолированной холодильной камере располагались четыре специальных пластиковых корыта, а в кабине — средства обеспечения инфекционной безопасности персонала.

Несмотря на высокую эффективность советско-финского сотрудничества в области создания специальных медицинских автомобилей, оно было свёрнуто к концу 1980-х из-за дороговизны проекта. К примеру, стоимость одного реанимобиля, собранного в Финляндии, достигала 40 000 долларов, и СССР больше не был готов закупать столь дорогостоящие машины в больших количествах.
К 1989 году специалисты завода разработали относительно недорогой отечественный аналог реанимобилей финского производства — РАФ-2914. Новая модель имела высокую стеклопластиковую крышу с характерными угловатыми вставками по краям для установки проблесковых маячков и полный комплект необходимого для реанимации медицинского оборудования. Благодаря полному циклу сборки на территории СССР и широкой унификации с базовыми машинами скорой медицинской помощи, автомобили данной модификации обходились государственному бюджету заметно дешевле реанимационных автомобилей фирмы «Tamro», однако их качество и оснащённость были значительно хуже. Серийные реанимобили, получившие обозначение РАФ-2914-01, выпускались в течение пяти лет приблизительно по 200 машин ежегодно.
После распада Советского Союза действовавшие прежде стандарты окраски специальных автомобилей утратили свою силу, поэтому поздние машины скорой помощи РАФ-22031-01 окрашивались заводом в свободном стиле. Как правило, на полностью белый или — реже — жёлтый кузов наносилось несколько красных крестов. Позднее были установлены новые упрощённые стандарты окраски, предполагавшие возможность как бело-красного, так и жёлто-красного варианта расцветки кузова.
Приблизительно в 1992—1993 годах была пересмотрена планировка салона линейных машин скорой помощи: одно из раскладных сидений переместилось на левый борт, а всё медицинское оборудование стало располагаться у салонной перегородки. В это же время автомобили лишились подсвечиваемых знаков скорой медицинской помощи на крыше и изображений красного креста на стёклах, а обивка салона многих машин стала тёмно-красной. Серийные машины скорой помощи на базе РАФ-22038-02 имели индекс РАФ-2915-02. Салон стал постепенно заимствоваться у снятых с производства реанимобилей РАФ-2914-01.
В 1995 году появился вариант кареты скорой помощи с увеличенной стеклопластиковой крышей. Опытные образцы такой машины получили индекс РАФ-2915-02М, а в серию модель пошла под обозначением РАФ-2927. Она стала последней модификацией, разработанной специалистами завода.

## Конструкция

### Кузов
РАФ-2203 — микроавтобус вагонной компоновки. Кузов цельнометаллический, выполнен по силовой схеме с несущим основанием, включающим в себя сваренные друг с другом лонжеронную раму, колёсные арки и щит передней части. Салон состоит из двух отделений: в переднем на кожухах передних колёс расположены места водителя и переднего пассажира, в заднем — десять пассажирских сидений с доступом через распашную боковую дверь по правому борту. Первый ряд сидений — трёхместный, второй состоит из двух сидений, стоящих по левому борту, и одного — по правому, с проходом между ними к заднему ряду из четырёх сидений. За ним находится багажное пространство и место для запасного колеса, доступ к которым обеспечивает задняя подъёмная дверь. Сиденья — индивидуальные, анатомические, травмобезопасной конструкции, с мягкими подушками и спинками, заполненными латексом и обтянутыми кожзаменителем. Водительское и переднее пассажирское сиденья оборудованы ремнями безопасности, имеют регулировки по вылету и наклону спинки. Стёкла безопасные, закалённые, лобовое — трёхслойное, типа «триплекс». Дверные замки имеют блокировку против самопроизвольного открывания при деформации проёмов. Вентиляция салона осуществляется через форточки (у автомобилей до 1987 года выпуска) и опускные стёкла передних дверей, а также сдвижные боковые окна пассажирского отсека. Обогрев салона обеспечивают два отопителя радиаторного типа, включённые в систему охлаждения двигателя. Пол пассажирского отделения для облегчения конструкции и упрощения ремонта выполнен из бакелитовой фанеры.

### Двигатель
Двигатели бензиновые, рядные, четырёхцилиндровые, карбюраторные, с диаметром поршня 92 мм, ходом поршня 92 мм, с рабочим объёмом 2,445 л, порядком работы цилиндров 1-2-4-3, степенью сжатия 8,2.
На РАФ 2203 устанавливался двигатель ЗМЗ-24Д мощностью 71 кВт (95 л. с.) при 4500 об/мин и крутящий момент 186 Н⋅м при 2200—2400 об/мин. На РАФ 2203-01 и 2203-02 устанавливался двигатель ЗМЗ-402.10 мощностью 73,5 кВт (100 л. с.) при 4500 об/мин, крутящий момент 182,4 Н•м (18,2 кгс•м) при 2400—2600 об/мин.
Воздушный фильтр для ЗМЗ-24Д инерционно-масляный, для ЗМЗ-402.10 сухого типа. Двигатель ЗМЗ-402.10 соответствует экологическому стандарту Евро-0.

### Трансмиссия
Сцепление — сухое, однодисковое, привод выключения — гидравлический. Коробка передач механическая, четырёхступенчатая. Передаточные числа: I передачи — 3,50; II передачи — 2,26; III передачи — 1,45; IV передачи — 1,00; заднего хода — 3,54. Синхронизаторы установлены на всех передачах переднего хода. Карданная передача состоит из двух валов с промежуточной опорой. Главная передача — одинарная, гипоидная, с передаточным числом 3,9.

### Колёса и шины
Колёса — дисковые, посадочный диаметр диска 15 дюймов, посадочная ширина диска 5 или 5 ½ дюйма, крепление на 5 шпильках, PCD 139,7 мм. Шины с размерностью 185/82, давление в шинах передних колёс 3,2-3,3 , задних — 3,7-3,8 кгс/см². Запасное колесо хранится в багажнике вертикально.

### Подвеска
Передняя — независимая, пружинная, на поперечных рычагах, с двумя амортизаторами, задняя подвеска — зависимая, на полуэллиптических рессорах, с двумя амортизаторами.

### Тормоза
Рабочая тормозная система — двухконтурная, с гидравлическим приводом, с двумя вакуумными усилителями. Интересная особенность — педаль тормоза действует на два тормозных цилиндра, которые приводят в движение два независимых вакуумных усилителя (от автомобиля Москвич-408), которые создают давление каждый в своём тормозном контуре.
Поздние модели РАФ 2203-02 имели один двухконтурный вакуумный усилитель тормозов и дисковые тормоза на передних колёсах.

### Рулевое управление
Рулевой механизм — червячного типа, с глобоидальным червяком и трёхгребневым роликом, передаточное число 19,1.

### Электрооборудование
Напряжение бортовой сети 12 В, аккумуляторная батарея типа 6СТ-60ЭМ, генератор постоянного тока Г16.3701 с регулятором напряжения 13.3702, электростартер СТ230-Б1, датчик-распределитель зажигания типа 19.3706, катушка зажигания Б116, свечи А14-В.

### Заправочные объёмы и рекомендуемые эксплуатационные материалы
Топливный бак — 55 л, бензин с октановым числом не менее 92;
система охлаждения двигателя — охлаждающая жидкость на основе этиленгликоля, объёмом 13 л.
система смазки двигателя — масло минеральное или полусинтетическое SAE 10W40, 5W40, объёмом 5,8 л.
картер рулевого механизма — 0,40 л, масло трансмиссионное, класс вязкости SAE 90, класс присадок GL-4;
коробка передач — 0,95 л, масло трансмиссионное, класс вязкости SAE 90, класс присадок GL-4;
картер ведущего моста — 1,2 л, масло трансмиссионное, класс вязкости SAE 90 или 80, класс присадок GL-5;
гидропривод тормозов и сцепления — 0,95 л, тормозная жидкость БСК; для РАФ 2203-02 тормозная жидкость по стандарту DOT 4.
амортизаторы:
передние — 2x0,14,
задние — 2x0,21 л, масло веретённое АУ;
бачок омывателя ветрового стекла — 2 л, вода или омывающая жидкость на основе изопропилового спирта.

### Масса агрегатов (в кг)
двигатель с оборудованием и сцеплением — 185,
коробка передач — 26,5;
карданный вал — 12;
задний мост — 85,5;
кузов — 890;
колесо в сборе с шиной — 25;

радиатор — 12,6.
Салон РАФ-2203 (1976-1987)

## Модификации
| Индекс модели           | Краткое описание | Годы выпуска |
| ----------------------- | --- | ------------ |
| РАФ-2203                | |              |
| 2203 (опытный)          | Предсерийный образец базового микроавтобуса. Выпущено несколько опытных образцов. | 1971—1975    |
| 22031 (опытный)         | Предсерийный образец автомобиля скорой медицинской помощи. Выпущено несколько опытных образцов. | 1971—1974    |
| 2203                    | Базовый 12-местный микроавтобус. Производился серийно. | 1976—1987    |
| 22031                   | Автомобиль скорой медицинской помощи на базе РАФ-2203. Производился серийно. | 1977—1987    |
| 220306                  | Экспортный вариант микроавтобуса РАФ-2203 для стран с умеренным климатом. Производился мелкосерийно. | 1976—1987    |
| 220307                  | Экспортный вариант микроавтобуса РАФ-2203 для стран с тропическим климатом. Производился мелкосерийно. | 1976—1987    |
| 220316                  | Экспортный вариант автомобиля скорой помощи РАФ-22031 для стран с умеренным климатом. Производился мелкосерийно. | 1977—1987    |
| 220317                  | Экспортный вариант автомобиля скорой помощи РАФ-22031 для стран с тропическим климатом. Производился мелкосерийно. | 1977—1987    |
| 22032                   | Микроавтобус для работы в маршрутном такси на базе РАФ-2203 с круговой планировкой салона и дефорсированным двигателем ЗМЗ-2401. Выпущено несколько опытных образцов. | 1973—1976    |
| 22033                   | Микроавтобус ГАИ со стереофотограмметрической установкой на базе РАФ-2203. Выпущено несколько небольших партий. | 1973—1977    |
| 22034                   | Штабной пожарный автомобиль (АШ) на базе РАФ-2203. Выпущено несколько опытных образцов. | 1974—1976    |
| 22035                   | Автомобиль централизованной перевозки донорской крови на базе РАФ-22031. Производился небольшими партиями. | 1978—1987    |
| 22036                   | Автомобиль на базе РАФ-22031, совмещающий функции патрульной машины ГАИ и кареты скорой помощи. Выпущено несколько опытных образцов. | 1976—1977    |
| 2912                    | Передвижная криминалистическая лаборатория на базе РАФ-2203. Производилась небольшими партиями. | 1976—1987    |
| 2203-АДЧ                | Автомобиль для дежурных частей ОВД на базе РАФ-2203, укомплектованный в СКБ ОКТ. Информация о выпуске отсутствует. | 1977—1984    |
| 2203Д                   | Микроавтобус РАФ-2203, оснащённый дизельным двигателем «Peugeot» серии XD. Построено 6 опытных образцов. | 1985         |
| 2204                    | Короткобазный переднеприводной электромобиль на базе РАФ-2203 для работы в маршрутном такси. Построено 2 опытных образца. | 1974         |
| 2207                    | Электромобиль с двигателем переменного тока на базе РАФ-2203. Выпущено 6 опытных образцов. | 1976—1977    |
| 2210                    | Электромобиль на базе РАФ-2203. Выпущено несколько опытных образцов. | 1982—1983    |
| НАМИ-РАФ                | Автомобили РАФ-2203 и РАФ-22031, оборудованные в НАМИ бензоводородной системой питания для двигателя внутреннего сгорания. Выпущено несколько опытных образцов. | 1979—1984    |
| Квант-РАФ               | Микроавтобус РАФ-2203, оборудованный электроприводом и энергоустановкой НПО «Квант» с водородо-воздушными щелочными топливными элементами мощностью 2 кВт и никель-цинковой аккумуляторной батареей ёмкостью 5 кВт⋅ч. Выпущен в единственном опытном экземпляре.                                                                                           | 1982         |
| ТАМРО-РАФ               | Реанимационный автомобиль на базе РАФ-2203 с высокой стеклопластиковой крышей, собранный и укомплектованный фирмой «Tamro» (Финляндия). Производился мелкосерийно. | 1979—1987    |
| ТАМРО-РАФ               | Патологоанатомический фургон на базе РАФ-2203, собранный и укомплектованный фирмой «Tamro» (Финляндия). Производился мелкими партиями. | 1986—1987    |
| ТАМРО-РАФ               | Салон «люкс» на базе РАФ-2203 с высокой стеклопластиковой крышей, собранный и укомплектованный фирмой «Tamro» (Финляндия). Выпущен в единственном экземпляре. | 1982         |
| «Олимпийская» серия     | |              |
| 2203                    | Микроавтобус РАФ-2203 с буксирным устройством, предназначенный для буксировки прицепов с парусными или гребными судами. Выпущено 55 экземпляров. | 1978—1980    |
| 2907                    | Автомобиль сопровождения олимпийского огня на базе РАФ-2203. Выпущено 5 экземпляров. | 1978—1980    |
| 2908                    | Штабной автомобиль на базе РАФ-2203, предназначенный для работы Оргкомитета «Олимпиады-80». Выпущено 15 экземпляров. | 1978—1980    |
| 2909 (опытный)          | Прототип пикапа на базе РАФ-2203, предназначенного для технической поддержки велогонок. Построено 2 опытных экземпляра. Первый имел однорядную двухместную кабину, второй — двойную пятиместную. | 1977, 1978   |
| 2909                    | Пикап с двойной кабиной на базе РАФ-2203, предназначенный для технической поддержки велогонок. Выпущено 90 экземпляров. | 1979         |
| 2910                    | Судейский электромобиль на базе РАФ-2203 с боковыми дверьми по обоим бортам. Выпущено 6 экземпляров. | 1978—1980    |
| 2910 (солнечный)        | Электромобиль РАФ-2910, оборудованный силами ВНИИТ в г. Ашхабаде солнечными батареями. Построено 2 опытных экземпляра после проведения «Олимпиады-80». | 1980         |
| 2911                    | Судейский автомобиль на базе РАФ-2203 с двустворчатой задней дверью и табло на крыше. Выпущено 20 экземпляров. | 1978—1980    |
| 2913                    | Передвижная лаборатория на базе РАФ-2203, предназначенная для медицинского осмотра спортсменов. Выпущено 10 экземпляров. | 1978—1980    |
| 3407 (опытный)          | Прототип седельного тягача пассажирского автопоезда на базе РАФ-2203, предназначенного для буксировки трёх полуприцепов. Построен в единственном опытном экземпляре. | 1978—1979    |
| 3407                    | Седельный тягач пассажирского автопоезда на базе РАФ-2203, предназначенный для буксировки двух полуприцепов. Выпущено 20 автопоездов. | 1979—1980    |
| 9225                    | Промежуточный полуприцеп серийного пассажирского автопоезда РАФ-3407. | 1979—1980    |
| 9226                    | Замыкающий полуприцеп серийного пассажирского автопоезда РАФ-3407. | 1979—1980    |
| РАФ-22038               | |              |
| 22038                   | Глубоко модернизированная модель пассажирского микроавтобуса РАФ-2203. Выпущено несколько десятков опытных образцов. | 1981—1989    |
| 22038-01                | Микроавтобус РАФ-22038, оснащённый системой непосредственного впрыска топлива. Выпущено несколько опытных образцов. |              |
| 22038-03 (22037)        | Микроавтобус РАФ-22038, оснащённый дизельным двигателем «Andoria». Выпущено несколько опытных образцов. |              |
| 2802                    | Короткобазный переднеприводной электромобиль на базе РАФ-22038, предназначенный для эксплуатации на территории правительственного санаторного комплекса. Выпущено несколько образцов. | 1982         |
| 2803                    | Электромобиль на базе РАФ-22038. Выпущено несколько опытных образцов. | 1986         |
| 2915                    | Автомобиль скорой медицинской помощи на базе РАФ-22038. Выпущено несколько опытных образцов. | 1984—1989    |
| 29151                   | Автомобиль скорой помощи РАФ-2915 с роторно-поршневым двигателем ВАЗ-413. Выпущено несколько опытных образцов. | 1984         |
| 2914                    | Прототип реанимационного автомобиля с высокой крышей на базе РАФ-22038. Выпущено несколько опытных образцов. | 1989         |
| 3311                    | Прототип бортового двухрядного пятиместного грузовика на базе РАФ-22038. Выпущен в единственном опытном экземпляре. | 1992         |
| РАФ-2203-01             | |              |
| 2203-01                 | Переходная модель базового пассажирского микроавтобуса. Производилась серийно. Часть поздних автомобилей оборудована трансформируемым салоном «люкс» и/или одной из нескольких моделей увеличенной стеклопластиковой крыши. | 1987—1994    |
| 22031-01                | Автомобиль скорой медицинской помощи на базе РАФ-2203-01. Производился серийно. | 1987—1994    |
| 220306-01 (2203-01-06)  | Экспортный вариант микроавтобуса РАФ-2203-01 для стран с умеренным климатом. Производился мелкосерийно. | 1987—1994    |
| 220307-01 (2203-01-07)  | Экспортный вариант микроавтобуса РАФ-2203-01 для стран с тропическим климатом. Производился мелкосерийно. | 1987—1994    |
| 220316-01               | Экспортный вариант автомобиля скорой помощи РАФ-22031-01 для стран с умеренным климатом. Производился мелкосерийно. | 1987—1994    |
| 220317-01               | Экспортный вариант автомобиля скорой помощи РАФ-22031-01 для стран с тропическим климатом. Производился мелкосерийно. | 1987—1994    |
| 22035-01                | Автомобиль централизованной перевозки донорской крови на базе РАФ-22031-01. Производился небольшими партиями. | 1987—1991    |
| 2203-02                 | Микроавтобус РАФ-2203-01, оснащённый газобаллонным оборудованием (ГБО). Производился мелкосерийно. | 1988—1990    |
| ТАМРО-РАФ               | Реанимационный автомобиль с высокой стеклопластиковой крышей на базе РАФ-2203-01, собранный и укомплектованный фирмой «Tamro» (Финляндия). Производился мелкосерийно. | 1987—1989    |
| 2914-01                 | Реанимационный автомобиль с высокой стеклопластиковой крышей на базе РАФ-2203-01. Производился мелкосерийно. | 1989—1994    |
| 2203-21                 | Пассажирский микроавтобус с высокой крышей на базе РАФ-2914-01. Производился мелкосерийно. | 1989—1994    |
| 2203-21                 | Передвижная лаборатория на базе РАФ-2914-01, предназначенная для анализа состояния атмосферы. Выпущено несколько экземпляров. | 1989—1991    |
| 2912                    | Передвижная криминалистическая лаборатория на базе РАФ-2203-01. Производилась небольшими партиями. | 1987—1991    |
| 2917                    | Жилой буксировщик прицепов с парусными или гребными судами на базе РАФ-2203-01, разработанный по заказу спортивного комитета гребного канала г. Москвы. Выпущено 5 экземпляров. | 1988         |
| 2918                    | Передвижная лаборатория на базе РАФ-2203-01, предназначенная для медицинского осмотра спортсменов. Информация о выпуске отсутствует. |              |
| 33111                   | Прототип бортового двухместного грузовика на базе РАФ-2203-01. Выпущен в единственном опытном экземпляре. | 1990         |
| 33111-01                | Бортовой двухместный грузовик грузоподъёмностью 860 кг на базе РАФ-2203-01. Производился мелкосерийно. | 1991—1994    |
| 33111-01                | Автомобиль-дача производства фирмы «Auviga» (Литва) на шасси РАФ-33111-01. Выпущен в единственном экземпляре. | 1993         |
| 33111-01                | Автомобиль-дача производства фирмы «Туртранс» (Белоруссия) на шасси РАФ-33111-01. Выпущен в единственном экземпляре. |              |
| 33111-01                | Фургон для перевозки хлебобулочных изделий на шасси РАФ-33111-01. Выпущено несколько экземпляров. |              |
| 3311-01                 | Бортовой двухрядный пятиместный грузовик грузоподъёмностью 750 кг на базе РАФ-2203-01. Производился мелкосерийно. | 1992—1994    |
| 33112                   | Цельнометаллический фургон на базе РАФ-2203-01 с окнами и увеличенной крышей. Информация о выпуске отсутствует. |              |
| 3311201, 331121, 331122 | Основной автомобиль передвижного телевизионного комплекса «Tauras» на базе РАФ-2203-01 с усиленным кузовом и высокой стеклопластиковой крышей, оборудованный Шауляйским телевизионным заводом (Литва). Вспомогательным автомобилем служил оборудованный Шауляйским телевизионным заводом серийный микроавтобус РАФ-2203-01. Выпущено несколько комплексов. | 1992         |
| 33113-01                | Грузопассажирский пикап с двойной кабиной на базе РАФ-2203-01. Произведён крупной партией. | 1992         |
| 33114                   | Цельнометаллический двухместный фургон на базе РАФ-2203-01. Информация о выпуске отсутствует. |              |
| 33115                   | Цельнометаллический двухрядный пятиместный фургон на базе РАФ-2203-01. Информация о выпуске отсутствует. |              |
| 33116                   | Фургон на шасси РАФ-33111-01. Информация о выпуске отсутствует. |              |
| 33117                   | Длиннобазная модификация грузовика РАФ-33111-01. Информация о выпуске отсутствует. |              |
| 2920                    | Фургон с изотермическим кузовом на шасси РАФ-33111-01. Производился мелкосерийно. | 1991—1994    |
| 29201                   | Фургон РАФ-2920 с рефрижераторной установкой модели «Termoking-170». Информация о выпуске отсутствует. |              |
| 29202                   | Фургон РАФ-2920 с рефрижераторной установкой модели «Termoking-175». Информация о выпуске отсутствует. |              |
| 2921                    | Автомобиль на базе РАФ-2203-01 с двумя распашными задними дверьми, высокими окнами и стеклопластиковой крышей, предназначенный для перевозки инвалидов. Выпущен в единственном опытном экземпляре. | 1992         |
| 2923                    | Передвижной деловой офис на базе РАФ-2203-01 с увеличенной стеклопластиковой крышей. Информация о выпуске отсутствует. |              |
| 2924                    | Передвижной магазин на шасси РАФ-33111-01. Выпущен в единственном опытном экземпляре. | 1990         |
| 3977                    | Основной автомобиль передвижного телевизионного комплекса «Banga» на базе РАФ-2203-01 с высокой стеклопластиковой крышей, оборудованный Шауляйским телевизионным заводом (Литва). Выпущено несколько комплексов. | 1990—1991    |
| 39771                   | Вспомогательный автомобиль передвижного телевизионного комплекса «Banga» на базе РАФ-2203-01 с высокой стеклопластиковой крышей, оборудованный Шауляйским телевизионным заводом (Литва). | 1990—1991    |
| 8150                    | Прицеп с генератором на базе кузова РАФ-2203-01, являющийся частью передвижного телевизионного комплекса «Banga», оборудованного Шауляйским телевизионным заводом (Литва). | 1990—1991    |
| 3978                    | Передвижная лаборатория на базе РАФ-2203-01, предназначенная для контроля качества пищевых продуктов. Информация о выпуске отсутствует. | 1990—1991    |
| 2203-DC                 | Грузопассажирский пикап с двойной кабиной и откидывающимся задним бортом на базе РАФ-2203-01, разработанный фирмой «Сервис-РАФ» (Литва). Информация о выпуске отсутствует. |              |
| 2203-HRT                | Микроавтобус РАФ-2203-01 с высокой стеклопластиковой крышей, разработанный фирмой «Сервис-РАФ» (Литва). Информация о выпуске отсутствует. |              |
| 2203-SR                 | Микроавтобус РАФ-2203-01 с увеличенной стеклопластиковой крышей, изменённым экстерьером, салоном «люкс» и опциональной установкой дизельного двигателя «Andoria», разработанный фирмой «Сервис-РАФ» (Литва). Информация о выпуске отсутствует. |              |
| Labbe-РАФ               | Инкассаторский бронированный автомобиль на базе РАФ-2203-01, произведённый фирмой «Labbe» (Франция) по заказу Госбанка СССР. Выпущено 62 экземпляра. | 1987—1989    |
| РАФ-22038-02            | |              |
| 22038-02                | Базовый частично модернизированный пассажирский микроавтобус. Производился серийно. Часть автомобилей оборудована трансформируемым салоном «люкс» и/или одной из нескольких моделей увеличенной стеклопластиковой крыши. | 1994—1997    |
| 2915-02                 | Автомобиль скорой медицинской помощи на базе РАФ-22038-02. Производился серийно. | 1994—1997    |
| 2914-02                 | Реанимационный автомобиль с высокой крышей на базе РАФ-22038-02. Информация о выпуске отсутствует. |              |
| 33111                   | Бортовой двухместный грузовик грузоподъёмностью 860 кг на базе РАФ-22038-02. Производился мелкосерийно. | 1994—1996    |
| 3311                    | Бортовой двухрядный пятиместный грузовик грузоподъёмностью 750 кг на базе РАФ-22038-02. Производился мелкосерийно. | 1994—1996    |
| 2916-02                 | Микроавтобус на базе РАФ-22038-02, предназначенный для технической поддержки велогонок. Информация о выпуске отсутствует. |              |
| 2925                    | Патрульный автомобиль на базе РАФ-22038-02 с отсеком для 4 задержанных и местом для собаки. Произведён крупной партией. | 1994         |
| 22039                   | Микроавтобус для работы в маршрутном такси на базе РАФ-22038-02 с увеличенной стеклопластиковой крышей и 13-местным салоном. Производился мелкосерийно. | 1995         |
| 2915-02М                | Прототип автомобиля скорой медицинской помощи РАФ-2915-02 с увеличенной стеклопластиковой крышей. Выпущено несколько опытных образцов. | 1995         |
| 2926                    | Патологоанатомический фургон на базе РАФ-3311, разработанный по заказу министерства здравоохранения г. Москвы. Выпущен 21 экземпляр. | 1996         |
| 2927                    | Автомобиль скорой медицинской помощи РАФ-2915-02 с увеличенной стеклопластиковой крышей. Производился мелкосерийно. | 1996—1997    |

## Производство
Всего Рижской автобусной фабрикой было изготовлено 235 специальных автомобилей для проведения спортивных состязаний; кроме того, соревнования обслуживали многочисленные пассажирские микроавтобусы РАФ-2203, часть из которых отличалась специальной бело-синей окраской с символикой Олимпийских игр на бортах и капотах, а также машины скорой медицинской помощи РАФ-22031. Общее число микроавтобусов, построенных для Олимпиады, составило более 700.

### Другие области
В конце 1970-х годов для работы в секретном подземном городе Москвы («Метро-2») были созданы специальные электромобили на базе микроавтобусов РАФ-2203. Их главными особенностями стали суженный кузов (шасси при этом оставалось стандартным) и сдвижная боковая дверь, необходимая для работы машин в тесных туннелях. Задняя дверь автомобилей была разделена на две части: верхняя вела в салон, а нижняя — к аккумуляторам.
Также завод изначально предполагал производство модификации РАФ-22036, которая совмещала в себе функции патрульной и санитарной машины. Автомобиль предназначался для проверки водителей на предмет алкогольного и наркотического опьянения, а также немедленного выезда на место ДТП и оказания квалифицированной медицинской помощи пострадавшим. В серию такая модель не пошла, тем не менее, в 1980-х работниками ГАИ для аналогичных целей иногда использовались серийные машины скорой помощи РАФ-22031 и РАФ-22031-01 с соответствующими обозначениями. В этих автомобилях было полностью сохранено всё медицинское оборудование, но дополнительно устанавливались радиостанции ГАИ, устройства для надзора за движением транспортных средств и другое спецоборудование, а в состав экипажа обязательно входили врачи гражданских больниц или поликлиник, прошедшие специальный курс обучения.